# 피아노 소나타 15번 (베토벤)
《피아노 소나타 15번 라장조, 작품 번호 28》은 루트비히 판 베토벤에 의해 쓰인 피아노 소나타로, "전원"이라는 별칭으로 잘 알려져 있다.

## 개요
본의 베토벤하우스에 보관되어 있는 자필 악보의 기록에 따르면, 이 소나타의 작곡 연도가 1801년으로 기록되고 있어, "작품 번호 27"의 두 개의 소나타(《13번》과 《14번》)와 같은 시기에 쓰인 것이라는 것을 알 수 있지만, 본 작품의 구상이 언제부터 가다듬어지고 있었는지는에 관해서는 알려진 것이 없다.
베토벤은 "작품 번호 27"에서 혁신적인 구성에 의해 그의 작풍을 내세운 반면, 이 작품에서는 전통적인 형식을 사용하여 회고적인 분위기를 보이고 있는데, 이렇게 다른 취향의 작품이 같은 시기에 만들어지고 있다는 것은, 베토벤의 작곡 양식을 파악하는 데 있어서 흥미롭다. 한편 음향 면에서는 계속해서 대담한 시도가 계속되고 있다.
악보의 초판은 1802년 8월에 빈의 예술과 산업 상점 출판사를 통해 "피아노 포르테를 위한 그랜드 소나타"("Grande sonate pour le piano-forte")라는 제목으로 간행되었다. 헌정은 요제프 폰 존넨펠츠 남작에게 이루어지고 있지만, 경위는 잘 알려져 있지 않다.
"'전원"이라는 별칭이 붙여진 것은 함부르크의 출판사 크란츠가 작곡가의 사후인 1838년에 이 소나타를 출판할 때, "전원 소나타("Sonate pastrale")라고 제목을 내건 것에서 기인한다고 전해지는데, 그 배경에는 당시에 전원 취미의 음악이 유행하고 있던 것을 겨냥한 상업적 의도가 있는 것은 아닐까 하는 의견도 있지만, 여하튼 이 별칭은 이 음악의 성격을 잘 파악하고 있어, 오늘까지 남아있는 것이라고 여겨진다.

## 구성
작품은 전 4악장으로 이루어져 있으며, 총 연주 소요 시간은 20-25분 정도이다.

### 제1악장. 알레그로
3/4 박자, 라장조. 소나타 형식.
끊임없이 울려대는 라 음이 팀파니를 연상시키는 가운데, 간소하고 온화한 주제가 불려진다(보례 1).
보례 1
경과구에는 두 개의 주제가 다루어진다. 먼저 가장조의 선율이 나타난 후에 변주되면서 조용해지면, 이어지는 소재가 스타카토의 반주를 동반하며 약한 소리로 연주된다. 이후, 나무들의 웅성거림을 생각하게 하는 반주 음형이 양손으로 연주되는 가운데, 제2주제가 가장조로 불린다(보례 2).
보례 2
제2주제가 확보되어 절정을 형성하면, 코데타에는 보례 3의 새로운 악상이 할당된다. 보례 3이 기세를 억제하면서 제시부와 연결되고 반복이 된다.
보례 3
전개부에서는 먼저 제1주제가 연주되고, 저음부에 생긴 8분음표의 흐름이 제1주제와 대위법적으로 조합되어 간다. 처음에는 보례 1의 마지막 4마디가 반복되지만, 이어 2마디 단위로, 마지막에는 1마디로 좁혀져 반행계와 뒤섞이면서 수습이 되어간다. 갑자기 보례 3이 얼굴을 내비치지만, 늘임표를 붙인 쉼표가 이를 가로막는다. 같은 상호 작용이 3번 반복되면, 보례 1에 접속되어 재현부가 된다. 라장조의 제1주제에 이어 제2주제도 라장조로 재현되면, 코다에서는 연속되는 라장조 위에 제1주제를 듣고, 마지막에는 그대로 온화함을 유지하며 피아니시모로 악장을 닫는다.

### 제2악장. 안단테
2/4 박자, 라단조. 세도막 형식.
작곡자의 제자였던 카를 체르니는 이 악장을 "소박한 이야기 - 지난 날의 발라드"라고 표현하고 있다. 스타카토의 차분한 반주 위에 우아한 선율이 연주된다(보례 4).
보례 4
중간에 삽입되는 에피소드는 제1악장과 마찬가지로 지속 저음을 가지고 있으며, 이후에 보례 4가 다시 나타나 1부를 형성하고 있다. 중간부는 라장조로 돌아서 1부와는 대조적으로 들새의 노랫소리를 연상케 하는 명랑한 주제가 나타난다. 중간부 후단도 같은 주제에 따라 2부 형식을 취하고 있다.
보례 5
재현된 보례 4는 곧 변주되어 간다. 코다에서는 보례 4에 이어 중간부의 주제를 되돌아보지만, 여기에서는 이미 쾌활함은 없어졌으며, 위압적인 강주에 이르면 점차 힘을 잃어 최약음에 종지한다. 체르니에 의하면, 베토벤은 이 악장을 특히 마음에 들어했고, 질리지 않고 연주했다고 한다.

### 제3악장. 스케르초. 알레그로 비바체 - 트리오
3/4 박자, "라장조 - 나단조", 스케르초, 세도막 형식.
단순 명쾌하게 만들어져 있다. 올림바 음의 옥타브가 하강해 오는 서두는 보례 3과 관계가 있다(보례 6).
보례 6
중간 에피소드에서는 옥타브의 움직임이 저음부에 놓이고, 보례 6이 재현되어 모두의 음형이 3화음으로 힘차게 울린다. 중간부에서는 보례 7에 나타나는 농민적인 무도의 선율이 화성의 채색을 바꾸면서 반복된다.
보례 7
그 후 스케르초 다 카포가 되어 1부를 반복하여 악장을 마친다.

### 제4악장. 론도. 알레그로 마 논 트로포
6/8 박자, 라장조, 론도 형식.
백파이프를 연상시키는 지속 저음이 여기에서도 손실되지 않는다. 게다가 전원 정서의 론도 주제가 제시된다(보례 8).
보례 8
아르페지오의 경과를 사이에 두고, 두 번째의 주제가 제시된다(보례 9). 카논풍의 진행을 하는 이 주제는 보례 8의 반주 음형에서 파생된 것이다.
보례 9
보례 9가 변주되어 크게 부풀면, 16분음표 패시지를 거친 후 한 호흡에 있어서 보례 8의 재현이 된다. 그대로 론도 주제에 의한 전개가 시작되고, 새로운 주제가 다성적인 서법을 사용해 도입된다.
보례 10
보례 10이 점차 열을 띠며 정점에 이르면, 다시 16분음표 패시지가 나타나, 그대로 스케일이 4옥타브를 뛰어 내려온다. 보례 8이 회귀하여 전원적인 분위기를 되찾으면, 보례 9도 라장조로 이어진다. 론도 주제를 바탕으로 한 종결부가 약음에서 잔잔하게 시작되지만, 마지막에는 피우 알레그로와 템포가 향상되면서, 보례 8의 반주 리듬 위에 급속한 음형이 움직이고, 그대로 힘차게 전곡을 종결로 이끈다.